# (455) Bruchsalia
(455) Bruchsalia est un astéroïde de la ceinture principale découvert par Max Wolf et Friedrich Schwassmann le 22 mai 1900.